# Tini de Bucourt
Tini de Bucourt (Buenos Aires, 12 de octubre de 1950) es una ex modelo, actriz y empresaria argentina.

## Biografía
De Bucourt contrajo matrimonio por primera vez a los 18 años, teniendo dos hijos fruto de esa relación (Cecilia de Bucourt y Juan Sieburger). Se divorció a los 21 y se dedicó al modelaje durante las siguientes dos décadas.
En pleno éxito como top model decide retirarse para abrir una escuela de modelaje. Durante los siguientes años participaría en producciones televisivas sobre moda y modelaje, así mismo lograría obtener un rol en una película cómica de la década de 1980 al lado de reconocidos actores, tales como Alberto Olmedo y Jorge Porcel, entre otros.
A finales de los años 1990 contrae matrimonio con Enrique Anchordoqui, en ese entonces Embajador de Uruguay en la India (1998-2005) y se mudan a vivir a ese país durante siete años, experiencia que le serviría de base para una nueva etapa en su vida como escritora y conferenciante motivacional.

## Filmografía

### Cine
- Los reyes del sablazo (1984) de Enrique Carreras

### Televisión
- Donna Moda (1996)
- La jaula de la moda (2012)

## Publicaciones
- Mujeres Felices (2014)[5]
- India Mía. Un viaje al interior (2017)[6]
- A Cara Lavada. Cómo encontrar la verdadera belleza (2019)[7]